# Psychotria sellowiana
Psychotria sellowiana är en måreväxtart som först beskrevs av Dc., och fick sitt nu gällande namn av Johannes Müller Argoviensis. Psychotria sellowiana ingår i släktet Psychotria och familjen måreväxter. Inga underarter finns listade i Catalogue of Life.